# Egipatski jezici
Egipatski jezici, najmanja, danas izumrla jezična porodica afrazijskih jezika, koja obuhvaća tek jedan-jedini,gotovo izumrli koptski jezik, koji se negdje od 2. pa do 16. stoljeća govorio na području Egipta kao nasljednik starogipatskog jezika. Jedan njegov dijalekt danas se koristi kao liturgijski jezik među koptskim monofizitima. 
Egipatski ili staroegipatski [egy] govorio se između 3000. prije Krista do 300. prije Krista

## Vanjske poveznice
- Ethnologue (14th)
- Ethnologue (15th)
- Tree for Egyptian  Arhivirana inačica izvorne stranice od 25. prosinca 2009. (Wayback Machine)